# Ottar Gjermundshaug
Ottar Gjermundshaug (* 23. Januar 1925 in Alvdal; † 10. April 1963 ebenda) war ein norwegischer Skisportler, der im Skilanglauf und in der Nordischen Kombination aktiv war.

## Werdegang
Gjermundshaug, der für den Verein seiner Geburtsstadt Alvdal IL startete, erreichte seinen ersten Erfolg bei der Norwegischen Meisterschaft 1946 in Drammen. Dort gewann er im Einzel der Kombination den Titel vor Eilert Dahl und Magne Gjermundshaug. Nachdem er im Folgejahr nur auf Rang vier landete, gewann er bei den Meisterschaften 1948 in Lillehammer die Silbermedaille. Ein weiteres Jahr später bei den Norwegischen Meisterschaft 1949 in Steinkjer gewann er erstmals den Titel im Skilanglauf über 18 km. In der Kombination kam er über die Bronzemedaille nicht hinaus.
Bei der Nordischen Skiweltmeisterschaft 1950 in Lake Placid gewann er im Einzel der Kombination die Silbermedaille. Wenig später startete er in Asker und Bærum bei den Norwegischen Meisterschaften 1950 und gewann in der Kombination dort seinen zweiten nationalen Titel. Im Skilanglauf kam er auf den zweiten Rang und gewann Silber. Im Folgejahr belegte er in der Kombination lediglich Rang fünf.
Bei den Olympischen Winterspielen 1952 in Oslo startete er in beiden Disziplinen. Im Skilanglauf über 18 km wurde er am Ende 12. bevor er in der Kombination auf dem sechsten Rang landete. Wenig später bei den Norwegischen Meisterschaften 1952 in Porsgrunn und Eidsvoll gewann er noch einmal Silber in der Kombination.